# 直觉机器Nova-C月球着陆器
Nova-C是美国直觉机器公司（英语：Intuitive Machines）设计的一系列月球着陆器，用于向月球表面运送小型商业有效载荷。
直觉机器公司是NASA于2018年11月为商业月球有效载荷服务（CLPS）计划提交投标而选择的九家商业着陆服务提供商之一。2019年，NASA 授予该公司一份向月球运送科学有效载荷的“任务订单”。2021年，直觉机器公司获得了一份价值7700万美元的合同，为NASA进行月球登陆。
“IM-1任务 / 奥德修斯着陆器”是三个Nova-C月球着陆器中的首个，已于美国东部时间2024年2月15日发射升空。奥德修斯着陆器此前原定于2月14日进行发射，但由于SpaceX为奥德修斯着陆器加注推进剂的系统出现问题，发射被推迟。
“奥德修斯”于美国东部时间2024年2月22日下午6:23成功登陆月球，这标志着美国制造的航天器50多年来首次成功软着陆月球（前一次为1972年的阿波罗17号载人登月任务），和私人公司首次成功实现月球软着陆。
第二个Nova-C着陆器将用于执行IM-2任务，于2025年2月27日发射，而IM-3任务的第三个Nova-C着陆器计划于2025年10月下旬发射，三个着陆器都将使用SpaceX的猎鹰9号运载火箭发射升空。Nova-C月球着陆器的设计不足以承受寒冷的月夜（月球的昼夜温差可达到300多摄氏度，对仪器设备工作相当不利，未经有效保温设计的月球着陆器通常无法度过月夜至第二个月昼），因此它们预计最多能在月表工作大约14个地球日，即一个月球日的昼间长度。
直觉机器公司的Nova-C着陆器计划是NASA 阿尔忒弥斯计划的一部分，其长期目标之一是在月球上建立永久有人驻留基地。

## 概述

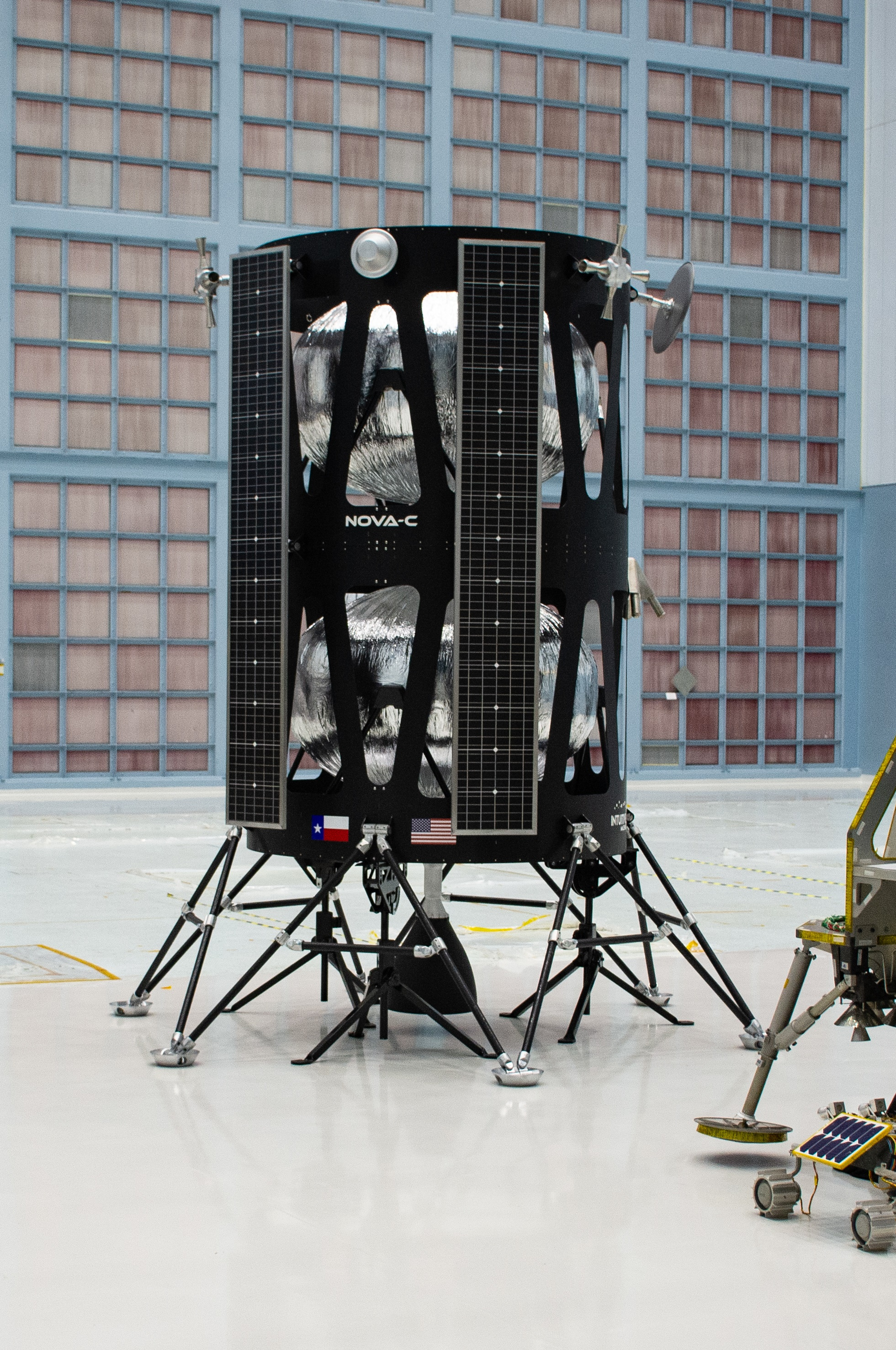
Nova-C月球着陆器模型

Nova-C由直觉机器公司开发，继承了NASA墨菲斯计划开发的技术。 其通过氦气加压的挤压循环VR900主发动机使用甲烷和液氧作为推进剂，可产生4,000 N（900 lbf）推力。着陆器主要结构是一个有六个着陆腿的六角形圆柱体，它安装有太阳能板，可以在月球表面产生200瓦的电力。Nova-C使用氦气介质的姿态控制系统。
该着陆器具备自主着陆和障碍检测技术，着陆后能够通过执行垂直起飞、巡航和垂直着陆过程将自身再次着陆到不同的位置。着陆器的推进剂加注工作将在发射台上与运载火箭一同进行。Nova-C能够搭载100kg的有效载荷，并为有效载荷提供全时段的数据覆盖。 

## 任务控制
Nova-C的测控是在私人任务控制中心进行的。 IM-1任务与Fugro SpAARC合作进行应急任务控制。“Nova Control”和相关月球数据网络地面站的使用也作为商业服务提供。

## IM-1任务
直觉机器将他们用于IM-1任务的第一个月球着陆器命名为“奥德修斯”。据该公司称，“IM-1 是一项……旨在创建商业月球经济、运送商业有效载荷和NASA科学技术有效载荷的任务，这将为人类在月球及其周围的可持续存在铺平道路。”

### 选择
2021年，直觉机器与NASA签署了一份价值7700万美元的合同，建造并发射第一个Nova-C着陆器，作为NASA商业月球有效载荷服务计划的一部分。直觉机器将为该计划生产前三个着陆器，其任务是搭载小型有效载荷以探索和测试各种新技术，并分析和处理月球的一些自然资源。

### 发射准备
2024年1月31日，奥德修斯被封装在猎鹰9号 Block 5运载火箭的整流罩中。2月13日，为奥德修斯装载推进剂的两次“湿彩排”取得了成功，直觉机器宣布他们已做好发射准备。奥德修斯着陆器原定于美国东部时间2024年2月14日中午12:57在佛罗里达州肯尼迪航天中心39A发射台发射，然而由于甲烷燃料异常的温度读数，发射时间推迟至美国东部时间2月15日凌晨1:05。

### 有效载荷
对于IM-1任务，Nova-C着陆器奥德修斯将携带六台NASA提供的仪器。该着陆器还将携带来自其他客户的六个有效载荷，其中包括EagleCAM。着陆器将运行一个月昼，相当于约14个地球日。计划的着陆地点改变了多次，它曾计划于降落在宁静海和危海之间。2023年2月时着陆点位置在接近月球南极的马拉柏特环形山。
着陆器的有效载荷中还将携带杰夫·昆斯创作的雕塑《月相》。这将是自1971年阿波罗15号宇航员大卫·斯科特将比利时艺术家保罗·范胡伊东克创作的倒下的宇航员雕塑放置在月球上以来，第一个到达月球的雕塑装置。
着陆器携带了射频质量计（RFMG）有效载荷，用于估计IM-1任务期间可用的推进剂存量，这将是RFMG在独立航天器上的首次长期测试。
| 名称 | 机构/公司                         | 类型       |
| --- | --------------------------------- | ---------- |
| Nova-C 奥德修斯                                                                                                   | 直觉机器公司                      | 月球着陆器 |
| * ILO-X | 国际月球观测站                    | 仪器       |
| *Laser Retro-Reflector Array 激光后向反射器阵列                                                                   | 美国宇航局                        | 仪器       |
| * Navigation Doppler Lidar for Precise Velocity and Range Sensing 可实现精确速度与距离感测的导航多普勒激光雷达    | 美国宇航局                        | 仪器       |
| * Lunar Node 1 Navigation Demonstrator 月球节点 1 导航演示器                                                      | 美国宇航局                        | 仪器       |
| * Stereo Cameras for Lunar Plume-Surface Studies 用于月球羽流表面研究的立体相机                                   | 美国宇航局                        | 仪器       |
| * Radiowave Observations at the Lunar Surface of the photoElectron Sheath 月球表面光电子鞘层无线电波观测 (ROLSES) | 美国宇航局/科罗拉多大学博尔德分校 | 仪器       |
| * Tiger Eye 1 | 路易斯安那州立大学                | 仪器       |
| EagleCAM | 安柏瑞德航空航天大学              | 立方星     |
| Lunaprise | 银河遗产实验室                    | 纪念       |
| Moon Phases 月相                                                                                                  | Pace Verso / 4Space / NFMoon      | 雕塑       |

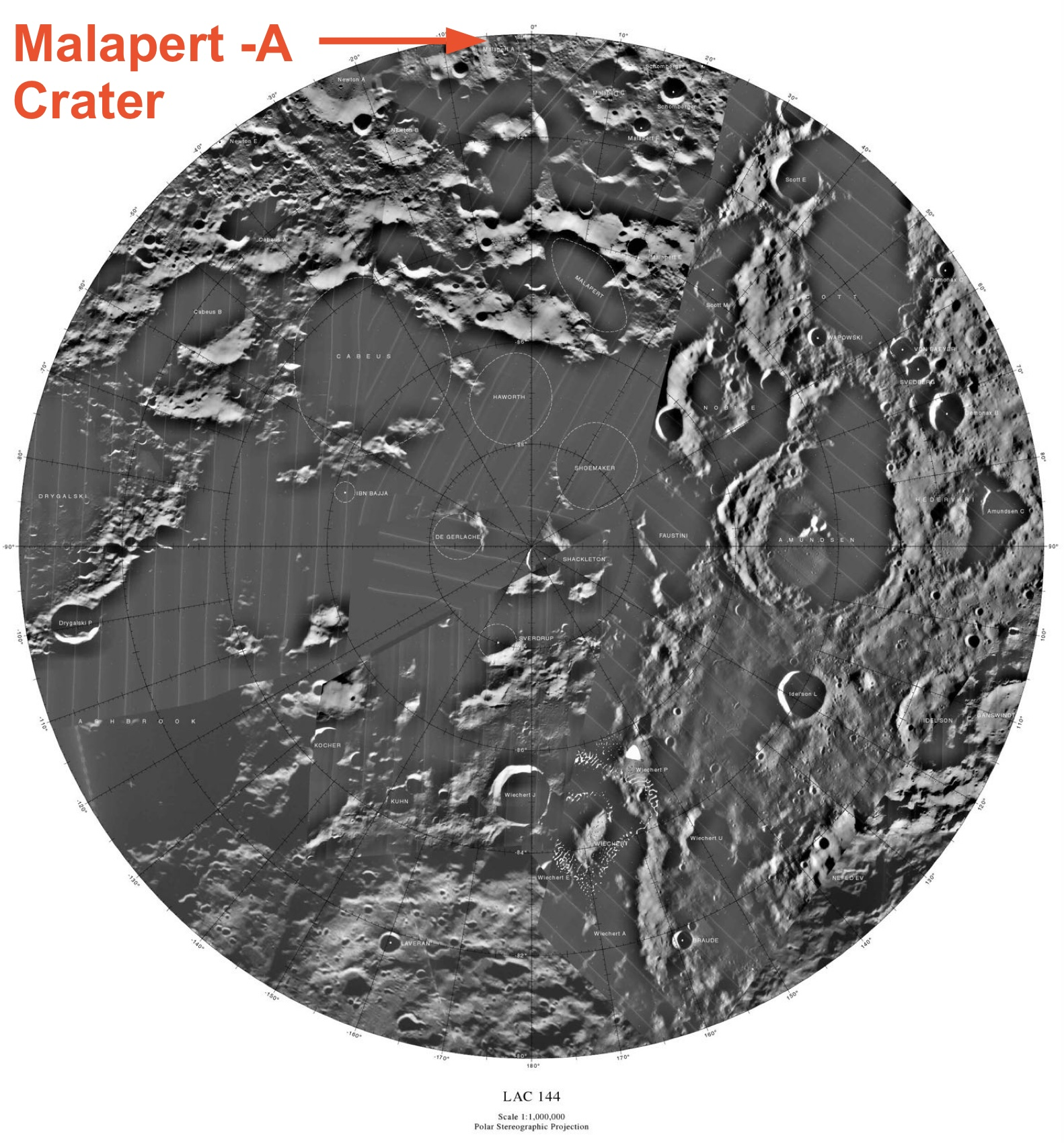
月球南极地图，突出显示了马拉柏特环形山-A 环形山。

IM-1奥德修斯着陆器从地球到月球的航程需要五到六天的时间。到达月球附近后着陆器将再绕月球运行大约一个地球日。2024年2月22日，着陆器成功抵達月球，於马拉柏特环形山-A内着陆，该环形山距月球南极约300km。

#### EagleCam将尝试拍摄最后着陆阶段
着陆过程中距月表30m时，奥德修斯将弹出配备三个广角相机的EagleCam立方体卫星，弹出后它将降落在月球表面着陆器附近的某个地方。EagleCam将尝试从月表捕捉第一张登月过程的第三人称图像。EagleCam 将利用与奥德修斯着陆器的Wi-Fi连接将其图像转发回地球。

## IM-2任务
直觉机器于2020年10月被选中，计划在月球南极附近着陆其第二个Nova-C着陆器。主要有效载荷将是PRIME-1冰钻，它将尝试借助MSolo质谱仪从月球表面以下采集冰。 
IM-2於2025年2月27日發射。2025年03月06日，探測器嘗試在月球著陸，但姿態傾倒，隨後任務提前結束。

## IM-3任务
2024年2月，NASA宣布IM-3預計將於2025年10月下旬發射。

## IM-4任务
2024年9月，NASA宣布IM-4預計將於2027年發射。